# Фиджийский ястреб
Фиджийский ястреб (лат. Tachyspiza rufitorques) — вид хищных птиц семейства ястребиных. Подвидов не выделяют. Эндемик Фиджи, где встречается на крупных островах Вити-Леву, Вануа-Леву, Тавеуни, Кадаву, Гау и Овалау. Населяет ряд лесистых зон на Фиджи, от природных тропических лесов до кокосовых плантаций и городских садов и парков.

## Описание
Размеры особей колеблются от 30—42 см; размах крыльев 58—73 см. Проявляется половой диморфизм, причем самки крупнее самцов; самцы весят от 190 до 209 г, а самки в среднем 280 г. У него длинные ноги и длинный хвост. Оперение равномерное, серые голова, спина, хвост и крылья и тускло-розовые внутренние поверхности перьев и воротник. Оперение молоди отличается от взрослых особей: полностью коричневое с выраженными полосами на груди.

## Питание
Фиджийские ястребы питаются птицами размером с голубей, насекомыми, грызунами и рептилиями, также были зафиксированы случаи питания пресноводными креветками из семейства Palaemonidae и пресноводными рыбами. Данный вид охотится как с положения сидя на ветках, так и во время полета. Добычу может схватить либо после медленного и скрытного планирования, либо быстрой атакой. Добыча может спрятаться в укрытие, в данном случае тетеревятник будет активно преследовать и пытаться выследить скрывшуюся добычу.

## Размножение
Период размножения приходится с июля по декабрь. Большинство яиц откладывается в период с сентября по октябрь. Гнездо представляет собой платформу из больших палок, выстланную листьями; размещается обычно на высоте 6—16 м (до 25 м) от земли на дереве. В кладке 1—4 (обычно 2—3) яйца, из которых обычно вылупляется до двух птенцов.

## Распространение
Хотя сегодня этот вид считается эндемичным для Фиджи, ископаемые кости, относящиеся к данному виду ястребов, были найдены на острове 'Eua в Тонга. Также, возможно, фиджийский ястреб когда-то встречался и на островах Лау. Фиджийских ястребы иногда охотятся на кур, что создаёт угрозу для них со стороны человека. Тем не менее, они распространены и отмечается относительная высокая плотность их расселения.